# Eryngium gracile
Eryngium gracile är en flockblommig växtart som beskrevs av François Delaroche. Eryngium gracile ingår i släktet martornar, och familjen flockblommiga växter. Inga underarter finns listade i Catalogue of Life.